# ريتشارد موسلي
ريتشارد موسلي هو قاضي كندي، ولد في 9 مايو 1949 في سو ساينت ماري في كندا.